# 小行星7037
小行星7037（7037 Davidlean）是一颗绕太阳运转的小行星，为主小行星带小行星。该小行星于1995年1月29日发现。

## 轨道参数
小行星7037的轨道半长轴为3.1066717 UA，离心率为0.104。